# Der Ranger – Paradies Heimat: Zeit der Wahrheit
Zeit der Wahrheit ist ein deutscher Fernsehfilm von Franziska Hörisch aus dem Jahr 2019. Es handelt sich um den vierten Film der ARD-Reihe Der Ranger – Paradies Heimat. Die deutsche Erstausstrahlung erfolgte am 10. Januar 2020 auf dem ARD-Sendeplatz „Endlich Freitag im Ersten“.

## Handlung
Der Pilot und Brandbeobachter Maik Zerrlinger meldet Jonas eine Rauchwolke, die er beim Überflug gesichtet hat. Dank seiner Meldung kann Schlimmeres verhindert werden. Maiks Bruder Kevin bittet ihn nach der Landung um einen weiteren Flug für einen Transport aus Polen der gutes Geld einbringen würde, Maik lehnt aber zunächst ab, weil er sich um seine krebskranke Frau Sarah kümmern will. Sie erzählt ihm, dass es statt einer weiteren Chemotherapie als Alternative auch ein Medikament geben würde, dies ist aber noch nicht zugelassen und wird von der Krankenkasse nicht bezahlt. Als er erfährt, dass das Medikament dreißigtausend Euro kostet, ruft er seinen Bruder an und fragt ihn, wie viel der Transportflug denn einbringen würde und lässt sich von ihm versichern, dass es nichts Illegales ist. Beim Rückflug gerät er in Schwierigkeiten und Jonas Waldeck beobachtet zufällig, wie er in einer Lichtung notlanden muss. Glücklicherweise ist Maik nur leicht verletzt, aber der Abtransport des Flugzeugs wird problematisch. Da ein Helikopter erst in zwei Tagen zur Verfügung stehen wird, ziehen Jonas und Kai eine Brandwache auf.
Karl Nollau lädt Monika Waldeck zu einem Nachtessen ein, worauf sie die Nacht zusammen verbringen. Am nächsten Morgen ist sich Monika nicht mehr sicher, ob sie das Richtige getan hat. Jonas hat Streit mit Emilia, weil ihr Ex-Freund Moritz ihr einen Job in Greifswald angeboten hat. Er ist ziemlich eifersüchtig, Emilia erwidert ihm gegenüber, dass sie das Gefühl hat, dass seine Schwägerin Rike etwas von ihm will. Die hat aber Schmetterlinge im Bauch, weil ihr der Holzlieferant Manuel sehr gut gefällt. Lukas kommt mit einem blauen Auge nach Hause, weil er sich mit einem Mitschüler geprügelt hat, der ein Mädchen, das Lukas gefällt, als Schlampe bezeichnet hat. Da seine Mutter nicht an ihn herankommt, bittet sie Jonas mit ihm zu sprechen.
Als Frieda, die neue Rangerin im Team, Wache beim Flugzeug hat, bemerkt sie nicht, wie ein Marder einen Treibstoffschlauch zerbeißt. Als Jonas am nächsten Morgen auf den Schadensplatz kommt, riecht er etwas und findet das Leck. Er bietet die Feuerwehr auf, um den Treibstoff abzupumpen. Dabei kommt es zu einem Kurzschluss und das Flugzeug explodiert. Jonas konnte sich gerade noch rechtzeitig retten. Der entstandene Brand beschädigt aber größere Teile vom Wald, ausgerechnet in dem Bereich, wo Karl Nollau sein Baumhaus-Hotel errichten wollte. Er erfährt natürlich sofort davon und geht danach zu Rike und Monika um ihnen mitzuteilen, dass aus dem Tauschgeschäft nun nichts mehr wird, da er nun nicht mehr bauen kann. Auf den Vorschlag von Rike, er könnte ja an einer anderen Stelle bauen entgegnet er mit zusätzlichen Kosten von hunderttausend Euro, die sie übernehmen müssten. Jonas ist stinksauer, als er davon erfährt, und hat den Verdacht, dass Nollau alles absichtlich macht. Monika weiß nicht, wie sie sich verhalten soll, weil sie nun zwischen Karl und ihren Kindern steht. Auch ein Besuch bei der Bank bringt Rike und Jonas nicht weiter, sie erhalten das Geld nicht.
Jonas erfährt, dass Maik und Kevin ständig im Wald um die Absturzstelle herumschleichen und scheinbar etwas suchen. Er macht sich selbst auf die Suche und findet einen Koffer. Kevin will den Koffer unbedingt zurück, Maik wird vernünftig und unterstützt Jonas. Zuhause öffnet Jonas den Koffer mithilfe von Lukas technischen Kenntnissen. Es befindet sich eine Madonna darin, die vor wenigen Tagen in Polen als gestohlen gemeldet wurde. Jonas bringt sie zur Polizei und Kevin nimmt alles auf sich, um seinen Bruder zu schützen. Als Überraschung erhält der Finder zwanzigtausend Euro von der polnischen Polizei, welche Jonas Sarah schenkt, damit sie das Medikament kaufen kann. Nach verschiedenem Hin und Her kommt Karl Nollau zum Schluss, dass auch fünfzigtausend Euro reichen würden und er den Betrag als zinsloses Darlehen den Waldecks zur Verfügung stellen würde. So steht dem Landabtausch nichts mehr im Weg und Monika ist stolz auf Karl. Jonas zeigt Emilia das Seeadlerpaar, das sich im Park niedergelassen hat und er ist einverstanden, dass sie den Job in Greifswald annimmt und sie es so machen wie die Adler, die ein Leben lang ihrem Partner treu sind.

## Hintergrund
Zeit der Wahrheit wurde unter dem Arbeitstitel Der Ranger IV – Zeit der Wahrheit zeitgleich mit der dritten Folge Entscheidungen vom 2. Juli bis zum 28. August 2019 in Sebnitz und Umgebung gedreht. Produziert wurde der Film von der Neuen deutschen Filmgesellschaft.

## Rezeption

### Einschaltquote
Die Erstausstrahlung am 10. Januar 2020 im Ersten wurde von 3,86 Millionen Zuschauern gesehen, was einem Marktanteil von 12,5 % entspricht.

### Kritiken
Die Kritiker der Fernsehzeitschrift TV Spielfilm zeigten mit dem Daumen geradeaus und vergaben für die Spannung einen von drei möglichen Punkten. Das Fazit lautete: „Werbefilmchen mit Wohlfühlbotschaft“.